# Штейнгель, Фаддей Фёдорович
Барон, граф (с 1812) Фадде́й Фёдорович Ште́йнгель (нем. Fabian Gotthard von Steinheil; 3 октября 1762, Эстляндия — 7 марта 1831, Гельсингфорс) — генерал от инфантерии (1819), финляндский генерал-губернатор (1809), участник Русско-прусско-французской, Русско-шведской войн и Отечественной войны 1812 года, почетный член Петербургской Академии наук и научных обществ.

## Биография

### Личная жизнь
Родился 3 (14) октября 1762 года в городе Гапсаль Ревельской губернии Российской империи в дворянской семье фон Штейнгель, из рода прибалтийских немцев, на территории, завоеванной у Швеции в 1719 году в ходе Великой Северной войны. Назван был Фабиан (швед. Fabian Gotthard von Steinheil) и первоначально крещён в лютеранской вере. В церковных книгах лютеранского прихода Ляэне-Нигула, расположенного в современной Эстонии, сохранилась запись о рождении.
Фабиан получил хорошее домашнее воспитание и образование.
Позже принял православие как государственную религию Российской империи и крещён с именем Фаддей. Также русифицировал отчество и стал называться Фаддей Фёдорович.
Женился на Наталии Николаевне фон Энгельгардт (1773—1829) 10 февраля 1793 года. В 1803 году в браке родилась дочь Елена.
Выйдя в отставку в 1823 году (30.08.1823) Ф. Штейнгель окончательно поселился в Гельсингфорсе. Он занимался минералогией и геогнозией, рисованием.
Фаддей Штейнгель скончался в возрасте 68 лет в Гельсингфорсе 7 марта 1831 года от водянки.

### Профессиональный путь
В 14 лет как дворянин был записан колонновожатым в Генеральный Штаб, в сентябре 1777 года произведен в адъютанты Вологодского пехотного полка, в ноябре 1782 года произведен в прапорщики, а в феврале 1785 — переведён в чине подпоручика в Сухопутный шляхетский кадетский корпус.
С 1788 года участвует в Шведско-русской войне в чине обер-квартирмейстера. за отличия в сражениях и успешное исполнение различных поручений при Генеральном штабе в 1789 году он был пожалован в подполковники, а по окончании войны награждён Орденом Святого Владимира 4 степени.
С 1791 года Ф. Ф. Штейнгель служил под командованием Генерал-аншефа А. В. Суворова, занимаясь полевыми укреплениями в Финляндии вдоль границы со Швецией.
В начале царствования императора Павла Штейнгель переводится в Великолуцкий пехотный полк, а в 1797 году — в свиту Его Императорского Величества по квартирмейстерской части, где ему пожалован чин полковника.
В 1800 году назначен управляющим делами квартирмейстерской части. В Архангельске Штейнгель занимается осмотром укреплений, после чего продолжает топографические работы в Финляндии.
С 1806 года — генерал-квартирмейстер армии генерал-фельдмаршала М. Ф. Каменского в Пруссии.
В период с 1805 по 1806 и с 1809 по 1810 годы — руководитель съемки частей Санкт-Петербургской, Новогородской и Олонецкой губерний.
Участвует в Русско-прусско-французской войне, за отличие в сражении при Прейсиш-Эйлау 8 апреля 1807 награждён орденом Святого Георгия 3-го класса, 2 июня 1807 года ранен при рекогносцировке под Фридландом. Во Фридландской битве получил контузию в голову. 30 августа 1807 года произведён в генерал-лейтенанты.
Участник Русско-шведской войны 1808—1809 годов. По окончании войны 7 февраля 1810 был назначен финляндским генерал-губернатором и корпусным командиром в этом крае.
Отечественной войне 1812 года Финляндский корпус под командованием Штейнгеля в августе-сентябре 1812 года был переброшен кораблями Балтийского флота морем из Финляндии в Ригу (10 661 человек со всеми артиллерией, обозами, конским составом) и сражался у Экау и Бауска с прусскими войсками, затем был выдвинут к Полоцку, участвовал в освобождении города. Штейнгель был награждён золотым оружием с надписью «За храбрость» с бриллиантами.
При отступлении французов от Полоцка, Финляндский корпус Штейнгеля при Кубличах отрезал Баварский корпус генерала К. Вреде от основных войск и заставил его отступить. В боях корпус Штейнгеля завоевал 22 знамени Баварского корпуса и 8 пушек. За отличное завершение операции Штейнгель был награждён Александровской лентой. Корпус принимал участие в сражениях при Чашниках, Смолянах, на Березине.
По окончании войны в 1813 Штейнгель вновь в той же должности — финляндский генерал-губернатор и командующий Финляндским корпусом.
1 января 1819 был произведён в генералы от инфантерии оставлением в свите Государя по квартирмейстерской части. По неоднократной собственной просьбе 30 августа 1823 года покинул пост генерал-губернатора.

### Заслуги и признание
За добросовестную работу Суворов исходатайствовал Штейнгелю в награду золотую табакерку с бриллиантами и вручил ему специальный аттестат «за особливо полезное знание ситуации тамошней земли, за ревностное и усердное действие и за полезные в государственном деле услуги».
В 1794 году императрица Екатерина II дарит Штейнгелю земли Саарела, расположенные в 8-ми км от Выборга. Усадьба Саарела была в собственности Штейнгеля до самой его смерти. Вместе с Саарела Штейнгель управлял также землями Юливеси, Ихантала, Репола и Суурперо (окрестности Выборга).
За работу по топографической съёмке Выборгской губернии 20 августа 1798 пожалован в генерал-майоры и награждён орденом Святой Анны 2 степени. Император Павел пожаловал также всех подчинённых, участвовавших в съёмке.
За успешное выполнение топографических работ награждён пожизненным пенсионом в 3000 рублей в год (с 1802 года).
По Императорскому указу 6 сентября 1812 возведен в графское достоинство с потомством.

## Награды
- Орден Святого Владимира 4-й степени (8 сентября 1790)[6]
- Орден Святой Анны 2-й степени[7] (20 августа 1798);
- Орден Святого Георгия 4-й степени (26 ноября 1802)
- Орден Святой Анны 1-й степени (25 августа 1804); алмазные украшения (21 февраля 1811)[8]
- Орден Святого Владимира 3-й степени (8 января 1807)[9]
- Орден Святого Георгия 3-й степени (8 апреля 1807, № 146)[10]
- Орден Святого Владимира 2-й степени (20 мая 1808)[11]
- Орден Святого Александра Невского (2 ноября 1812)[12];
- Золотая шпага «За храбрость», осыпанная бриллиантами (3 января 1813)[13]
- Орден Красного Орла (1807, королевство Пруссия)[14]

## Членство в организациях
За свои обширные познания получил дипломы члена различных научных учреждений:
- Императорская академия наук
- Санкт-Петербургское фармацевтического общество
- Финское минералогическое общество
- Московское общество испытателей природы

## Семья
Его отец Фридрих Якоб фон Штейнгель (Friedrich Jakob von Steinheil, 1717-1800) имел дворянский титул барон (Freiher), и происходил из семьи бюргеров региона Верхний Рейн в Германии, свой титул он получил от Императорских властей.
Его мать Кристина Вильгельмина фон Тизенгаузен (Christina Wilhelmine von Tiesenhausen, 1703-1785) дочь дворянина Фромхольда Фабиана фон Тизенгаузена, владельца поместья  Орина в Эстонии.
У него в семье была родная сестра, старше его на год, Элизабет (19.04.1761). В дальнейшем Элизабет фон Брюммер (Elisabeth von Brummer) .
Также были сводный брат Иван Федорович (1757-1805) и сводная сестра Якобина Шарлотта (1765-1848).
В 1793 году он женился (10.02.1793) на Наталии Николаевне фон Энгельгардт (1773—1829), дочери выборгского губернатора Н.Н. Энгельгардта из знатного рода; её мать — Хелена из семьи Векротов — также одной из самых известных фамилий в Выборге. По словам современника, графиня Штейнгель была бойкой барыней и имела постоянно своих фаворитов. Среди них был почтальон Павел Васильевич фон Э́ттер, по её протекции его производили в чиновники, затем перевели на военную службу и назначали адъютантом к её мужу, впоследствии он стал генерал-лейтенантом и начальником дивизии в Финляндии. В браке имели одну дочь:
- Елена Фадеевна (1803—1872), с 1819 года замужем за Александром Христиановичем Стевеном (1783—1842), в 1824 году получил право на титул и герб его тестя с наименованием Штевен-Штейнгейль.

## Память
- В Хельсинки одна из улиц с 1820 года названа по его имени. История развивалась так: император Александр I издал приказ о необходимости наименования новых улиц по плану строящейся новой столице Великого Княжества Финляндского. Наименование улиц было поручено действующему генерал-губернатору, которым являлся Фаддей (Фабиан) Штейнгель и председателю Комитета по строительству города Хельсинки Юхану Эренстрёму. Улица Фабианинкату (фин. Fabianinkatu, швед. Fabiansgatan) находится в центре Хельсинки и имеет длину примерно 1 км.